# Mudroňovo
Mudroňovo (Hongaars:Újpuszta) is een Slowaakse gemeente in de regio Nitra, en maakt deel uit van het district Komárno.
Mudroňovo telt 110 inwoners.
Het dorp is in 1921 gesticht nadat het voorheen Hongaarse gebied in handen kwam van Tsjecho-Slowakije. Om de claim op het gebied recht te doen kwam er een beleid om nieuwe Slowaakse nederzettingen te stichten. Naast Mudroňovo zijn dit bijvoorbeeld Šrobárová en Lipové. 